# Ban Gioc
Ban Gioc (vietnamsky Thác Bản Giốc, čínsky v českém přepisu Te-tchien, pchin-jinem Detian pubu, znaky zjednodušené 板約瀑布) je soustava vodopádů na řece Quay Son, která tvoří státní hranici mezi Vietnamem (provincie Cao Bang) a Čínskou lidovou republikou (provincie Kuang-si). Nacházejí se v krasové oblasti 270 km severně od Hanoje. Skládají se ze tří hlavních kaskád, nejvyšší stupeň je vysoký 30 metrů, celková výška činí přes 70 m a šířka v období dešťů od května do září okolo dvou set metrů.
Jsou čtvrtými největšími pohraničními vodopády po Iguaçu, Viktoriiných vodopádech a Niagarských vodopádech. Díky neobvyklé scenérii jsou vyhledávanou turistickou atrakcí a často je využívají také filmaři.
V okolí vodopádu probíhaly boje za čínsko-vietnamské války v roce 1979, dohoda o definitivnám vytyčení hranic mezi oběma zeměmi byla uzavřena v roce 1999.